# Grabovac Banski
Grabovac Banski (1900-ig Grabovac) falu Horvátországban, Sziszek-Monoszló megyében. Közigazgatásilag Petrinyához tartozik.

## Fekvése
Sziszek városától légvonalban 20, közúton 32 km-re délnyugatra, községközpontjától légvonalban 13, közúton 17 km-re délre a Báni végvidék középső részén, Vlahović, Donja Bačuga és Veliki Šušnjar között fekszik. A falunak vasútállomása van a Sziszek – Glina – Vojnić vasútvonalon.

## Története
A település nevét a gyertyánfa szláv nevéből (grab) kapta, jelentése gyertyánokkal benőtt helyet jelöl. Betelepülésének előzményeként az 1683 és 1699 között felszabadító harcokban a keresztény seregek kiűzték a térségből a törököt és a török határ az Una folyóhoz került vissza. Ezután a Kordun területéről katolikus horvát, a török uralom alatt maradt Közép-Boszniából, főként a Kozara-hegység területéről és a Sana-medencéből  pravoszláv szerb családok érkeztek a felszabadított területekre. Az újonnan érkezettek szabadságjogokat kaptak, de ennek fejében határőr szolgálattal tartoztak. El kellett látniuk a várak, őrhelyek őrzését és részt kellett venniük a hadjáratokban. Divuša benépesülése is a 17. században kezdődött, majd több hullámban a 18. században is folytatódott. 1696-ban a szábor a bánt tette meg a Kulpa és az Una közötti határvédő erők parancsnokává, melyet hosszas huzavona után 1704-ben a bécsi udvar is elfogadott. Ezzel létrejött a Báni végvidék (horvátul Banovina), mely katonai határőrvidék része lett. 1745-ben megalakult a Petrinya központú második báni ezred, melynek fennhatósága alá ez a vidék is tartozott.
1881-ben megszűnt a katonai közigazgatás és Zágráb vármegye Glinai járásának része lett. 1857-ben 478, 1910-ben 728 lakosa volt. A 20. század első éveiben a kilátástalan gazdasági helyzet miatt sokan vándoroltak ki a tengerentúlra. 1918-ban az új szerb-horvát-szlovén állam, majd később Jugoszlávia része lett. A második világháború idején a Független Horvát Állam része volt, de lakossága fellázadt a fasiszta hatalom ellen. Sokan csatlakoztak a partizán egységekhez. Az elesett hősök és a fasizmus áldozatainak emlékművét 1959-ben avatták fel. A háború után a béke időszaka köszöntött a településre. Enyhült a szegénység és sok ember talált munkát a közeli városokban. Ennek következtében újabb kivándorlás indult meg. Sok fiatal települt át a jobb élet reményében a közeli városokba, Glinára és Petrinyára. A délszláv háború előestéjén lakosságának 5%-a horvát, 88%-a szerb nemzetiségű volt. A falu 1991. június 25-én a független Horvátország része lett, de szerb lakossága a Krajinai Szerb Köztársasághoz csatlakozott. A horvát lakosságot elűzték. A falut 1995. augusztus 6-án a Vihar hadművelettel foglalta vissza a horvát hadsereg. A szerb lakosság többsége elmenekült. 2011-ben 200 lakosa volt.

## Népesség
| Lakosság változása | Lakosság változása | Lakosság változása | Lakosság változása | Lakosság változása | Lakosság változása | Lakosság változása | Lakosság változása | Lakosság változása | Lakosság változása | Lakosság változása | Lakosság változása | Lakosság változása | Lakosság változása | Lakosság változása | Lakosság változása |
| ------------------ | ------------------ | ------------------ | ------------------ | ------------------ | ------------------ | ------------------ | ------------------ | ------------------ | ------------------ | ------------------ | ------------------ | ------------------ | ------------------ | ------------------ | ------------------ |
| 1857               | 1869               | 1880               | 1890               | 1900               | 1910               | 1921               | 1931               | 1948               | 1953               | 1961               | 1971               | 1981               | 1991               | 2001               | 2011               |
| 478                | 366                | 391                | 522                | 646                | 728                | 711                | 819                | 591                | 623                | 689                | 661                | 570                | 552                | 223                | 200                |

## Nevezetességei
A második világháború áldozatainak emlékművét 1959-ben avatták fel. Az emlékmű a vasútállomás mellett áll. Banski Grabovac egy olyan, a lakosság ellen elkövetett usztasa bűncselekmény helyszíne, amelyet a Vasilije Gaćeša által vezetett mintegy húszfős partizáncsoport korábbi támadása megtorlásaként vezettek Banski Grabovac ellen 1941. július 23-ról 24-re virradó éjszaka. Az emlékmű három részből áll: a központi emlékműből, amely a fő vizuális pont, valamint az emlékműtől balra és jobbra fekvő sírokból. Anyaga, amelyből mindhárom rész készült, durván faragott zöld kő.